# Newcastleton
Newcastleton, auch Copshaw Holm, ist eine Ortschaft in der schottischen Council Area Scottish Borders und der traditionellen Grafschaft Roxburghshire. Sie liegt je rund 32 Kilometer südlich von Hawick und östlich von Lockerbie am rechten Ufer des Liddel Water. Die englisch-schottische Grenze verläuft fünf Kilometer südlich.

## Geschichte
Das Gebiet des heutigen Newcastleton lag schon historisch im schottisch-englischen Grenzgebiet und war somit Schauplatz zahlreicher kriegerischer Auseinandersetzungen. In der Umgebung befinden sich Hermitage Castle, Goldielands Tower sowie Branxholme Castle, das zu den Besitztümern der Dukes of Buccleuch gehört.
Newcastleton wurde 1793 als Plansiedlung durch Henry Scott, 3. Duke of Buccleuch gegründet. Der Herzog siedelte dort Webereien an. Eine im 19. Jahrhundert etablierte Grundschule bot Raum für rund 300 Schüler. Verschiedene Märkte, insbesondere Viehmärkte, wurden jährlich an fixen Terminen abgehalten.
Im Rahmen der Zensuserhebung 1861 wurden in Newcastleton 1124 Personen gezählt. Bis 1881 verringerte sich die Einwohnerzahl um 200 auf 924. Eine weitere Abnahme ist in der zweiten Hälfte des 20. Jahrhunderts zu verzeichnen. 1961 wurden in Newcastleton 927 Einwohner gezählt. Bis 2011 verringerte sich die Zahl auf 768.

## Verkehr
Die Ortschaft ist an der B6357 gelegen. Diese folgt dem Lauf des Liddel Water und kreuzt bei Canonbie die A7. Im Zuge der Errichtung der Waverley Line (Edinburgh–Carlisle) erhielt Newcastleton 1862 einen eigenen Bahnhof, der jedoch mit der Einstellung der Waverley Line 1969 geschlossen wurde.